# Nome du Trône d'Horus

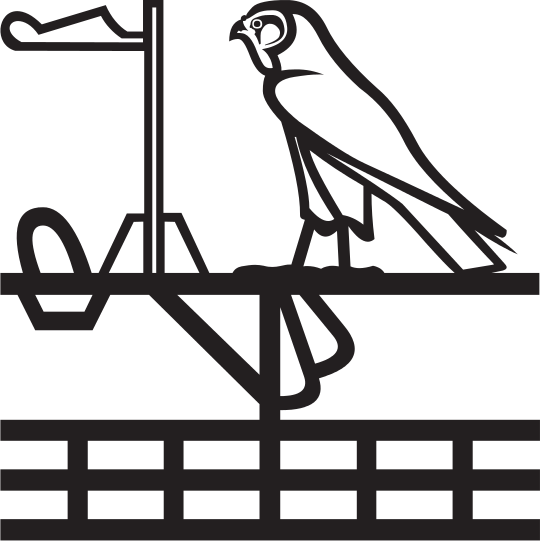
Hiéroglyphe symbole du Nome.

Le nome du Trône d'Horus (Wṯs-Ḥr) est l'un des quarante-deux nomes (division administrative) de l'Égypte antique. C'est l'un des vingt-deux nomes de la Haute-Égypte et il porte le numéro deux.

## Géographie
Ce nome faisait près de 31 km de long selon la liste des nomes de Sésostris Ier. Le nome était situé entre le nome du Pays de Nubie (1er) au sud et le nome de la Forteresse (3e) au nord,. Edfou, sa capitale, était au débouché de pistes caravanières fournissant des produits du désert, de l'oasis Al-Kharga et d'Afrique.

## Histoire
Ce nome, coincé entre les nomes de d'Éléphantine et de Nekhen, ne semble pas joué un rôle important pendant la période prédynastique et thinite, bien qu'un cimetière près d'Edfou daté de la période thinite. Si les plus anciennes poteries découvertes dans la ville date de la fin de l'Ancien Empire, les murs en brique de l'enclos interne semblent dater de la IIIe dynastie. La ville commença à avoir une importance grandissante, surpassant même la prestigieuse ville de Nekhen au cours de l'Ancien Empire. Durant la VIe dynastie, Edfou devint une sorte de poste avancé pour surveiller les activitées en Nubie et, peut-être, servir de point de départ dans les pénétrations vers cette contrée. Les nomarques du nome se feront d'ailleurs enterrer dans la nécropole d'Edfou, ces monuments montrant la richesse de ces derniers et donc du nome, grand producteur céréalier et nourricier de ses voisins.
À la fin de la Première Période intermédiaire, les nomarques du nome contribueront notablement à la victoire thébaine permettant l'avènement du Moyen Empire. Le cimetière d'Edfou du Moyen Empire fournit de nombreuses informations sur les pratiques funéraires des roturiers durant cette période. La ville garda une certaine importance tout au long de l'histoire égyptienne, ce qui justifia la construction pendant la période ptolémaïque d'un énorme complexe cultuel en l'honneur d'Horus.

## Divinités locales

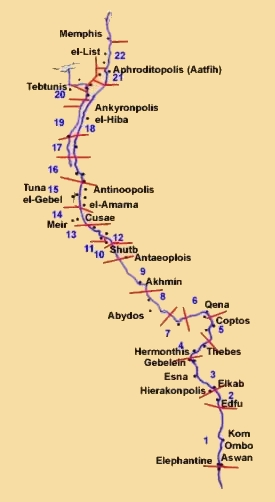
Les nomes de Haute-Égypte

La divinité principale du nome selon la liste des nomes de Sésostris Ier était « Horus de Behedet », très ancien dieu qui était vénéré depuis a minima Djéser comme l'atteste l'un des panneaux des souterrains de son complexe funéraire à Saqqarah ; cependant, si Behedet était bien l'un des noms d'Edfou,mais aussi l'une des noms de Tell el-Balamoun dans le delta, il n'est pas totalement certain que cette mention de Behedet renvoyait à l'une de ces deux villes, il n'est d'ailleurs pas plus certain que ces villes se nommaient dèjà comme cela à cette époque,.
Dans le cadre d'une histoire mythologique, Horus de Behedet est très lié à Hathor de Dendérah ainsi que leur dieu enfant Harsomtous (pendant d'Ihi de Dendérah) sont très vénérés à Edfou lors d'une fête.
Le nomarque Izi, de la VIe dynastie et dont le mastaba se trouve dans la nécropole d'Edfou avec les autres nomarques d'Edfou de la VIe dynastie, fut ultérieurement adoré comme un dieu.

## Lieux principaux
- El-Qara[note 2],[11],
- Edfou.

Aujourd'hui la zone fait partie du gouvernorat de Qena.